# Анжело, Ив
Ив Анжело (фр. Yves Angelo; род. 22 января 1956, Марокко) — французский кинооператор, сценарист и режиссёр, троекратный лауреат премии «Сезар» за операторскую работу.

## Биография
Окончил Высшую национальную киношколу Луи Люмьера, в настоящее время преподаёт в ней операторское мастерство.

## Избранная фильмография

### Оператор
- 1989: Nocturne indien (Ален Корно, премия Сезар за лучшую операторскую работу)
- 1991: Возвращение Нечаева Netchaïev est de retour (Жак Дере, по роману Хорхе Семпруна)
- 1991: Все утра мира / Tous les matins du monde (Ален Корно, по роману Паскаля Киньяра, премия Сезар за лучшую операторскую работу)
- 1992: Ледяное сердце / Un cœur en hiver (Клод Соте, номинация на премию Сезар за лучшую операторскую работу)
- 1992: Аккомпаниаторша (Клод Миллер, номинация на премию Сезар за лучшую операторскую работу)
- 1993: Жерминаль / Germinal (Клод Берри, по роману Золя, премия Сезар за лучшую операторскую работу)
- 1997: Level Five (Крис Маркер)
- 2002: Sur le bout des doigts (Ив Анжело)
- 2003: Stupeur et tremblements (Ален Корно)
- 2004: Принцесса Малабара / Malabar Princess (Жиль Легран)
- 2005: Серые души / Les Âmes grises
- 2005: Les Mots bleus (Ален Корно)
- 2007: Второе дыхание / Le Deuxième souffle (Ален Корно, по роману Хосе Джованни, номинация на премию Сезар за лучшую операторскую работу)
- 2008: La Jeune fille et les loups (Жиль Легран)
- 2015: Запах мандарина / L'Odeur de la mandarine
- 2016: Ночь в Париже / Ouvert la nuit

### Режиссёр
- 1994: Полковник Шабер / Le Colonel Chabert (по роману Бальзака, Золотая пирамида Каирского МКФ, номинация на премию Сезар за режиссёрский дебют)
- 1997: Un air si pur… (по роману Кнута Гамсуна)
- 1998: Voleur de vie (сценарий Нэнси Хьюстон, номинация на Золотого льва Венецианского МКФ)
- 2002: Sur le bout des doigts (по роману Филиппа Клоделя)
- 2004: L’affaire Salieri (музыкальный телевизионный)
- 2005: Les Âmes grises

## Признание
12 раз номинировался на крупнейшие национальные и международные премии за операторское мастерство и режиссуру, из которых 5 раз становился победителем.